# Yerry Mina
Yerry Fernando Mina González (ur. 23 września 1994 w Guachené) – kolumbijski piłkarz występujący na pozycji środkowego obrońcy we włoskim klubie Cagliari oraz w reprezentacji Kolumbii. Uczestnik Copa América 2016, Copa América 2019, Copa América 2021 oraz Mistrzostw Świata 2018.

## Kariera klubowa
Yerry Mina był absolwentem klubu Deportivo Pasto, dołączył do drużyny w wieku 18 lat. Przeniósł się do pierwszego składu w sezonie 2013 i zadebiutował w seniorskim dniu 20 marca tego samego roku.
W 14 grudnia 2013 r. przeniósł się do Santa Fe. Kontrakt zaczął obowiązywać od 1 stycznia 2014 r. Zadebiutował w klubie 25 stycznia, grając przez 90 minut w wygranym 3:0 meczu z Rionegro.
Mina od razu stał się podstawowym zawodnikiem składu, wygrywając Superliga Colombiana 2015. Strzelił gola w wygranym 2:0 meczu z Atlético Nacional w drugiej rundzie finału.
W czerwcu 2016 r. został zawodnikiem SE Palmeiras. Podpisał pięcioletni kontrakt z brazylijskim klubem. Mina zadebiutował w klubie 4 lipca 2016 roku w meczu z Sport Recife, który jego drużyna przegrała 1:3. Rozegrał pełne 90 minut. Pierwszego gola dla Palmeiras zdobył w następnym meczu, w którym padł remis 1:1 z Santos FC. Został jednak zastąpiony tuż przed końcem pierwszej połowy z powodu kontuzji. Boisko musiał opuścić na noszach. W dniu 13 lipca potwierdzono, że Mina nie zdąży wyleczyć kontuzji przed letnimi igrzyskami olimpijskimi 2016. Przerwa od gry szacowana była na 6-8 tygodni.
Mina całkowicie wyzdrowiał pod koniec sierpnia 2016 roku, będąc podstawowym zawodnikiem podczas ostatnich etapów sezonu. We wrześniu strzelił gole przeciwko rywalom São Paulo i Corinthians Paulista. Zakończył rok czterema ligowymi golami, gdy jego drużyna podniosła puchar po 22-letniej przerwie.
11 stycznia 2018 roku przeszedł do FC Barcelony za 11,8 miliona euro. Mina zadebiutował zastępując Gerarda Piqué w 83 minucie półfinału Copa del Rey przeciwko Walencji. Barcelona wygrała mecz 2:0 i awansowała do finału. W tym sezonie Mina wygrał z klubem Copa del Rey oraz mistrzostwo Hiszpanii.
W lipcu 2018 został zawodnikiem Evertonu. 
W sierpniu 2023 na zasadzie wolnego transferu zasilił szeregi włoskiego klubu ACF Fiorentina.

## Kariera reprezentacyjna
Znalazł się w kadrze reprezentacji Kolumbii na Copa América 2016 w miejsce kontuzjowanego Óscara Murillo.
W maju 2018 r. został powołany na Mistrzostwa Świata 2018. Zagrał w trzech meczach: z Polską (3:0), Senegalem (1:0) oraz Anglią (1:1, k. 3:4). W każdym meczu strzelił po jednym golu. Łącznie na MŚ 2018 strzelił trzy gole i został jednym z najskuteczniejszych obrońców w historii mistrzostw świata.